# The Invisible Ray (film fra 1920)
The Invisible Ray er en amerikansk stumfilm fra 1920 af Harry A. Pollard.

## Medvirkende
- Ruth Clifford som Mystery
- Jack Sherrill som Jack Stone
- Sidney Bracey som Jean Deaux
- Edwards Davis som John Haldane
- Corene Uzzell som Marianna
- William H. Tooker